# Camillo Achilli
Camillo Achilli detto Dino (Milano, 21 agosto 1921 – Milano, 14 giugno 1998) è stato un dirigente sportivo, allenatore di calcio e calciatore italiano, di ruolo centrocampista.
È morto a Milano nel 1998 all'età di 76 anni a causa di un tumore.

## Carriera

### Calciatore
Cresciuto nell'Inter, fu soprannominato gamba di sedano per il fisico esile. Dopo una stagione in prestito alla Caproni di Milano, in Serie C, fu titolare in nerazzurro dall'anomalo campionato 1945-1946 (stagione in cui andò a segno in ben 11 occasioni) alla stagione 1950-51, arretrando progressivamente il raggio di azione fino a coprire il ruolo di mediano difensivo. In quegli anni indossò anche la fascia di capitano del club nerazzurro.
Nel 1951 una buona stagione con 34 presenze su 38 complessive conclusa ad un solo punto dal Milan scudettato non gli valse a sorpresa la conferma; passò quindi al Genoa, appena retrocesso in Serie B. Debuttò in rossoblu sul campo del Venezia, andando a segno e indossando anche in questo caso la fascia di capitano; nell'annata successiva invece perse il posto da titolare, disputando due partite nel campionato vinto dai Grifoni. Passò quindi al Verona in Serie B nel 1954 disputando due stagioni. Chiuse la carriera con la maglia del Lecco con cui centrò la promozione in B nella stagione 1956-1957.
In carriera ha totalizzato complessivamente 169 presenze e 8 reti nella Serie A a girone unico e 49 presenze e 1 rete in Serie B.

### Allenatore
Intrapresa la carriera di allenatore, debuttò con il Lecco, nel 1957, sfiorando la promozione nella massima serie nel campionato 1958-1959. Nella stagione successiva affiancò il coach dell'Inter Aldo Campatelli in qualità di allenatore in seconda dei nerazzurri, salvo poi prendere il posto di quest'ultimo nelle ultime undici giornate del campionato. Dopo una stagione all'Alessandria, nel dicembre 1961 venne richiamato sulla panchina del Lecco, in Serie A; non evitò la retrocessione dei blucelesti in Serie B, e nel successivo campionato cadetto fu esonerato a febbraio, a causa dei risultati negativi ottenuti.
Dopo una brevissima esperienza sulla panchina della rappresentativa di Serie B, guidò il Venezia (subentrando nel febbraio 1964 a Sandro Puppo), il Palermo, il Novara e le giovanili del Piacenza, società nella quale ricoprì anche l'incarico di allenatore in seconda e direttore sportivo, nella seconda parte del campionato 1970-1971. Nel campionato di Serie B 1972-1973 tornò per un'ultima volta sulla panchina del Lecco, affiancando Longoni, nella stagione culminata con la retrocessione in terza serie.

## Palmarès

### Giocatore
- Campionato italiano di Serie B: 1

Genoa: 1952-1953